# Per Wendel
Per Håkan Wendel, född 28 januari 1947 i Trollenäs i Malmöhus län, död 10 oktober 2005 i Stockholm, var en svensk journalist. Han var verksam vid Expressen från 1973, från 1980-talet framförallt som inrikespolitisk reporter.
Wendel stod för det huvudsakliga avslöjandet av Ebbe Carlsson-affären år 1988, som bland annat tvingade Anna-Greta Leijon att avgå som justitieminister. För detta tilldelades han Stora journalistpriset 1988. När tidskriften Scoop 2013 rankade de senaste 25 årens främsta insatser inom grävande journalistik placerades Wendel på fjärde plats bland grävarna och Ebbe Carlsson-affären på första plats bland grävjobben.
Wendel avled till följd av cancer. I samband med hans begravning instiftade Expressen Per Wendel-priset. Per Wendel är gravsatt på mellersta kyrkogården i Traryds församling.